# إشتفان ساندور (راهب)
إشتفان ساندور (بالمجرية: Sándor István) هو راهب مجري، ولد في 26 أكتوبر 1914 في سولنوك في المجر، وتوفي في 8 يونيو 1953 في بودابست في المجر.